# ولاية سقارية
وِلَايَةُ سَقَارِيَة (بالتركية: سقاریه ولایت/Sakarya ili) من ولايات تركيا، وتبلغ مساحتها 4.878 كم2. عاصمتها هي مدينة آدابازاري. يبلغ عدد سكانها 1.060.876 نسمة ، كما أن معدل الكثافة السكانية هو 217/كم2. تقع صقاريا في شمال تركيا.
التسمية
تُنسب تسمية ولاية سقاريا إلى نهر سقاريا الذي يمرّ في الجزء السفليّ من المدينة ويصبّ في البحر الأسود، إلا أنّ هناك عدّة آراء مختلفة حول أصل الاسم. يُرجّح في أحد الآراء أن التسمية جاءت من النهر الذي ينبع من منطقة سانجيا القديمة، الواقعة شرق ولاية أسكي شهير، حيث تتجمّع مياهه في بحيرة صغيرة قبل أن تتدفّق نحو نهر سقاريا. بينما يرى رأي آخر أن الفريجيين، الذين سيطروا على المنطقة حتى القرن السابع قبل الميلاد، هم من أطلقوا الاسم نسبة إلى حفيد آلهة النهر سانغاري. وتُشير رواية أخرى إلى أن الاسم يعود إلى ملكة حكمت المنطقة في القرنين الثالث والرابع قبل الميلاد. مرّت ولاية سقاريا عبر تاريخها بالعديد من الحضارات، بدءاً من الحيثيين، ثم الفريجيين، فالليديين، فالفرس، كما عاصرت حكم الإسكندر الأكبر، إلى أن دخلت تحت حكم العثمانيين في القرن الثالث عشر الميلادي بقيادة قونور ألب.
المعالم الأثرية
1. قلعة هارمانتيبه: بُنيّت هذه القلعة التاريخيّة في عهد البيزنطيين فوق نهر سقاريا في القرن الثاني عشر الميلادي، ولا تزال أنقاضها ظاهرة في المنطقة.
2. جسر جستنيا: بُني جسر جستنيان من الحجر المقطوع، إذ يعود إلى عصر الإمبراطور البيزنطي جستنايانوس (558-560) للميلاد، ويبلغ طوله أكثر من 365 متراً، وهو من أطول وأقدم الجسور في المنطقة.
3. جسر بايزيد الثاني: يعود تاريخ هذا الجسر إلى الإمبراطورية العثمانية، يربط بين منطقتي سكاريا وجيفيه ، وقد بني هذا الجسر فوق نهر على فؤاد باشا .
4. مسجد أورهان: يُعّد هذا المسجد هو أقدم ما بناه العثمانيون في هذه المنطقة في عام 1325 ميلادياً، وقد بُني هذا المسجد من الخشب، وأعيد بناؤه مرة أخرى في عام 1892م. [10]

## معالم
1. - بحيرة أجارلار (Acarlar): تتشكّل هذه البحيرة في فصل الشتاء، وتختفي في فصل الصيف، مما يجعلها أرضاً مثالية للزراعة. تحتوي البحيرة على أكثر من 2300 نوع من النباتات، مثل البنفسج المائي وزنبق الماء، وتعّد موطناً للعديد من الطيور والحيوانات، مما يوفّر لهم بيئة طبيعية ملائمة. [10]
  - مدينة تراكلي (Taraklı): تشتهر هذه المدينة الريفية بهدوئها ومنازلها التاريخية المحاطة بالبساتين، فضلاً عن وجود أفضل المنتجعات الصحية التي يقصدها الناس للاستجمام والعلاج، مثل ينابيع المياه الساخنة. [10]
  - هضبة ديكمان (Dikman Plateau): تشهد هذه الهضبة العديد من المهرجانات الصيفية سنوياً. وتُعتبر موطناً لأعلى تل في منطقة سكاريا، مما يوفر إطلالات رائعة، بالإضافة إلى جمالها الريفي الذي يجعلها وجهة مميزة.[10]
  - بحيرة سبانجا: تتميّز هذه البحيرة بجمالها الطبيعي الجذاب، وهي واحدة من المناطق السياحية الشهيرة في تركيا. تقع البحيرة وسط التلال والبساتين، ويصّب فيها العديد من الأنهار، مما يزيد من جاذبيتها. [10]
  - ساحل البحر الأسود: يمتاز هذا الشاطئ بمياهه النقية ورماله الناعمة، ويعّد وجهة مثالية للسباحة والتخييم والاسترخاء. يمتدّ الساحل على مسافة طويلة على الجانب الشمالي للبحر الأسود، مما يجعله أطول الشواطئ في المنطقة. [10]
  - متحف سقاريا: يضّم هذا المتحف آثاراً هامة لكل من العصر البيزنطي والروماني، وقد بُني هذا المتحف في عام 1993 ميلادياً، ويتميّز هذا المتحف باحتوائه على الآثار المتعلقة بالأدوات التي كانت تُستخدم قديماً كالأدوات المعدنيّة، والزجاج، وغيرها، في حين يحتوي كذلك على الآثار المتعلقة بالحياة الاجتماعية والثقافية؛ كالملابس، والأسلحة. [10] منتزه سقاريا الوطني: يُعّد هذا المنتزه من الأماكن الشهيرة في تركيا  لكونه أكبر المنتزهات الطبيعية في الجمهورية،  وأيضا الترفيهية؛ ويضّم مسارات مخصصة للمشي، بالإضافة إلى مسافرات مخصصة للدرجات، وإضافة إلى ذلك يحتوي على العديد من المقاهي، والمطاعم، والمقاعد الخشبية، ومناطق التنزه الخضراء، ويُعّد مناسباً جداً لمحبي الهدوء. [10]
2. الانتاج الزراعي تتميّز المدينة بانتشار السهول والأراضي الخصبة التي جعلتها مدينة زراعية قوية، مما منحها طابعاً زراعياً بارزاً. يتم زراعة مجموعة متنوعة من المحاصيل الزراعية، بما في ذلك القمح، الشعير، الذرة، الفول، الشوندر السكري، عباد الشمس، البطاطس، البصل، والتبغ. [9] أما بالنسبة للخضروات، فإن إنتاجها قوي جداً ويلبي احتياجات مدينة إسطنبول من الخضار، حيث تتوفر جميع الأنواع الصيفية والشتوية مثل الطماطم، الباذنجان، وغيرها من الأصناف، مما يعكس القدرة الكبيرة على إنتاج الخضروات. [9] إضافة إلى ذلك، تمتلك المدينة مخزوناً قوياً من الفواكه المتنوعة، مثل التفاح، الكمثرى، السفرجل، البرقوق، الكرز، الخوخ، الجوز، البندق، الكستناء، الفراولة، والعنب. [9]

## أعلام
- ايكوت كوجامان
- أحمد يلدز
- صالح دورسون
- غوكهان كيليج